# Panimerus denticulatus
Panimerus denticulatus és una espècie d'insecte dípter pertanyent a la família dels psicòdids present a Europa: les illes Britàniques, Alemanya (com ara, Saxònia), Eslovènia i els territoris de les antigues Txecoslovàquia i República Federal Socialista de Iugoslàvia.